# Franz Ponweiser
Franz Ponweiser (* 15. September 1975 in Neunkirchen) ist ein ehemaliger österreichischer Fußballspieler und nunmehriger -trainer.

## Karriere

### Als Spieler
Ponweiser spielte zwischen 1990 und 1994 im BNZ Burgenland. Zur Saison 1994/95 wechselte er zum SC Hochwolkersdorf. Zur Saison 1995/96 schloss er sich dem Regionalligisten ASK Kottingbrunn an, für den er ein halbes Jahr lang spielte, ehe er zu Hochwolkersdorf zurückkehrte. 1996 wechselte er zum ASK Stoob.
Zur Saison 1998/99 wechselte Ponweiser zum Regionalligisten FC Deutschkreutz. In den folgenden drei Saisonen absolvierte er 82 Regionalligaspiele für Deutschkreutz, in denen er acht Tore erzielte. Mit dem Verein stieg er 2001 in die Landesliga ab. Daraufhin wechselte er zur Saison 2001/02 zum viertklassigen SC Ritzing. Mit Ritzing stieg er 2004 in die Regionalliga auf.
Im Jänner 2006 wechselte er zum ASK Neutal. Nach der Saison 2007/08 beendete er seine Karriere als Aktiver.

### Als Trainer
Bereits ab der Saison 2006/07 fungierte er als Trainer beim ASK Neutal, wo er zeitgleich als Spieler aktiv war. Zur Saison 2008/09 wurde er Trainer des fünftklassigen SC Ritzing, bei dem er zwischen 2001 und 2005 bereits als Spieler aktiv gewesen war. Ponweiser führte Ritzing innerhalb von zwei Saisonen aus der fünfthöchsten Spielklasse zurück in die Regionalliga. Nach vier Saisonen als Trainer von Ritzing wechselte er zur Saison 2012/13 zum viertklassigen ASK Horitschon.
Nach drei Saisonen als Trainer von Horitschon verließ er den Verein nach der Saison 2014/15 und wechselte in die AKA Burgenland. In der Akademie trainierte er zunächst in der Saison 2015/16 die U-15-Mannschaft, danach ein halbes Jahr lang die U-16-Mannschaft. Im Jänner 2017 wurde er Geschäftsführer Sport der Akademie.
Zur Saison 2019/20 wurde er Trainer des Bundesligisten SV Mattersburg. Mit Mattersburg belegte er in jener Spielzeit den zehnten Tabellenrang. Nach der Saison 2019/20 verließ er den Verein und wechselte zum ÖFB, wo er Thomas Eidler bei Trainerausbildung unterstützt.